# Wieża ciśnień w Spale
Wieża wodna w Spale – wieża ciśnień zlokalizowana przy Alei Prezydenta Ignacego Mościckiego w centrum Spały (województwo łódzkie, powiat tomaszowski).

## Architektura
Wysoka na 36 metrów wieża, która jest najwyższą budowlą Spały, powstała na potrzeby kompleksu rezydencjonalnego cara rosyjskiego Aleksandra III. Wzniesiono ją w latach 1892–1893 na planie koła, z cegły i posadowiono na fundamencie ceglano-kamiennym. Jej mury mają grubość 135 cm. Jest budowlą nieznacznie zwężającą się ku górze. Do wieży przybudowano ceglany budynek pompowni, który obecnie nie pełni tej roli i przeszedł w ręce prywatne (kawiarnia). Razem z wieżą zbudowano również sieć wodno-kanalizacyjną w obrębie obszaru rezydencji carskiej.